# Verdrag voor de vreedzame beslechting van internationale geschillen (1899)
Het Verdrag voor de vreedzame beslechting van internationale geschillen is een op 29 juli 1899 in Den Haag tijdens de eerste Haagse vredesconferentie tot stand gekomen verdrag dat voorzag in de vreedzame beslechting van internationale geschillen. Het verdrag voorzag onder andere in de oprichting van het Permanente Hof van Arbitrage. Het verdrag is na de tweede Haagse vredesconferentie aangevuld en deels vervangen door het Verdrag voor de vreedzame beslechting van internationale geschillen van 1907.

## Geschilbeslechting
Het verdrag voorziet in verschillende vormen van geschillenbeslechting. Drie methoden vallen onder de diplomatieke conflictbeslechting, namelijk de bon offices en médiation en de internationale onderzoekscommissies. Daarnaast voorziet het verdrag in juridische geschilbeslechting middels internationale arbitrage.

### Bon offices en médiation
In titel II staan de bons offices (goede diensten) en médiation (bemiddeling) centraal. Het verschil tussen goede diensten en bemiddeling is erin gelegen dat de bemiddelaar bij het geven van goede diensten alleen raad geeft, bijvoorbeeld om met de andere partij in onderhandelingen te treden; bij bemiddeling doet de derde juist specifieke voorstellen om het geschil op te lossen. De partijen worden in artikel 2 opgeroepen om bij een geschil niet gelijk "hun toevlucht tot de wapens te nemen", maar voor zover mogelijk gebruik te maken van de "goede diensten of de bemiddeling van een of meer bevriende mogendheden". In artikel 3 regelt het verdrag dat een partij ook uit eigen beweging zijn goede diensten of bemiddeling aan kan bieden, ook indien er reeds sprake is van een gewapend conflict. Tevens probeert het verdrag de aanbieding van goede diensten en bemiddeling te bevorderen door te bepalen dat een aanbieding om te bemiddelen nooit "als een minder vriendschappelijke daad" mag worden beschouwd. Artikel 8 kent een bijzondere vorm van bemiddeling waarbij de ruziënde staten elk één partij aanwijzen, die vervolgens gedurende maximaal dertig dagen onderhandelen om het geschil vreedzaam te beslechten. Gedurende deze dertig dagen mogen de strijdende staten geen rechtstreeks contact met elkaar hebben over het geschil.

### Internationale onderzoekscommissie
Het invoering van de Commissions internationales d'enquête (internationale onderzoekscommissies) was in 1899 een noviteit in het internationaal recht. Het verschil met arbitrage is daarin gelegen, dat de uitspraken van internationale onderzoekscommissies niet verbindend zijn voor de partijen. De functie van een onderzoekscommissie is dan ook niet gericht op het vormen van een beslissing over een specifieke strijdvraag, maar is voornamelijk gericht op het onpartijdig en nauwgezet onderzoek doen naar feitelijke kwesties. Een ondercommissie wordt via een onderzoeksovereenkomst door de partijen ingesteld. De overeenkomst bepaalt in ieder geval wat de taken van de commissie zijn, welke bevoegdheden de commissarissen hebben en welke feiten onderzocht moeten worden. Het onderzoek voor de commissie berust op tegenspraak. De partijen in het geschil benoemen zelf een of meerdere commissieleden. De instelling van een internationale onderzoekscommissie op grond van dit verdrag had een grote rol bij de beslechting van het Doggersbank-incident. Nog steeds is deze vorm van geschillenbeslechting gebruikelijk in het internationaal recht, waarbij er verschillende benamingen voor de onderzoekscommissies zijn ontstaan, zoals commission of inquiry, fact-finding commission of investigation commission.

### Internationale arbitrage
De vierde titel behandelt de arbitrage international (internationale arbitrage). Het instituut van de internationale arbitrage bestond ten tijde van het sluiten van het verdrag al geruime tijd. Het werd voor het eerst geformuleerd in het Verdrag van Londen (1794) (Jayverdrag). De doorbraak van internationale arbitrage kwam in de Alabama arbitragezaak van 1872 tussen het Verenigd Koninkrijk en de Verenigde Staten, waarbij een oorlog tussen beide mogendheden door succesvolle arbitrage werd voorkomen. Bij de onderhandelingen van het Haagse verdrag wilde de Russische delegatie in het verdrag arbitrage in bepaalde gevallen verplichten. Aangezien er geen overeenstemming kon worden bereikt over de verplicht te stellen categorieën bleef arbitrage volledig facultatief. Artikel 15 van het verdrag bepaalt dat "internationale arbitrage tot doel [heeft] het beslechten van geschillen tussen staten door door hen gekozen arbiters en op basis van de eerbiediging van het recht." Deze formulering is sindsdien de geaccepteerde definitie van arbitrage in het internationaal recht geworden en wordt onder andere herhaald in het verdrag van 1907 en in uitspraken van het Permanent Hof van Internationale Justitie en het Internationaal Gerechtshof. In tegenstelling tot de andere methoden van conflictbemiddeling, is het arbitragevonnis wel verbindend voor de partijen. De partijen kunnen zich in een specifiek verdrag verbinden tot het oplossen van geschillen via arbitrage, of zij kunnen (indien er een geschil ontstaat) een overeenkomst opstellen (dat compromis wordt genoemd) waarin zij zich verbinden het geschil via arbitrage op te lossen. De partijen hebben zelf een grote mate van vrijheid in de inrichting van de arbitrageprocedure, maar het verdrag voorziet ook in een facultatief te volgen procedure in hoofdstuk III van de vierde titel. Daar bevat het verdrag ook een uitgebreide regeling over de aanwijzing van arbiters. Artikel 32 bepaald dat een of meerdere arbiters door de partijen "naar eigen goeddunken" worden aangewezen om plaats te nemen in het scheidsgerecht (arbitragetribunaal). Indien zij geen overeenstemming kunnen bereiken, dan benoemt elke partij twee arbiters die gezamenlijk een vijfde arbiter benoemen. Indien de arbiters er niet uit komen, wordt de keuze aan een onderling te kiezen derde partij opgedragen. Is ook dit vruchteloos, dan benoemen beide partijen elk een andere mogendheid welke dan gezamenlijk een opperarbiter aanwijzen. Conform artikel 36 wordt de plek waar het arbitragetribunaal zetelt aangewezen door de partijen; zonder aanwijzing geldt het gerecht in Den Haag.

## Permanent Hof van Arbitrage
De grootste innovatie van het verdrag van 1899 is echter de oprichting van het Permanente Hof van Arbitrage, waarin het verdrag voorzag. Hoewel de naam anders doet vermoeden, is het Permanente Hof van Arbitrage geen vast rechtscollege dat zaken behandelt. Het Hof bestaat uit een lijst van, maximaal vier, door de partijen aangewezen rechtsgeleerden die de rol van arbiter op zich willen nemen. Daarnaast bestaat het Hof uit het Internationaal Bureau (dat optreedt als griffie) en de Permanente Raad van Beheer, die het dagelijks bestuur van het hof tot taak heeft. Bij een geschil tussen de partijen staat het hen vrij om gebruik te maken van de diensten van het Hof. In de eerste jaren na zijn oprichting werd er regelmatig gebruik gemaakt van de diensten van het Permanente Hof van Arbitrage: tussen 1900 en 1932 werden er ongeveer twintig zaken behandeld. Daarna daalde het aantal zaken drastisch. Een van de redenen die hiervoor genoemd worden is de oprichting van de Volkenbond en het daarbij horende Permanente Hof van Internationale Justitie. In de 21e eeuw is het Hof echter weer een belangrijke rol gaan spelen in de beslechting van internationale geschillen.

## Tweede Haagse Vredesconferentie
Een van de punten van de Tweede Haagse Vredesconferentie was de herziening van het Verdrag voor de vreedzame beslechting van internationale geschillen van 1899. Het Verdrag voor de vreedzame beslechting van internationale geschillen (1907) breidde het eerdere verdrag flink uit, van 61 naar 97 artikelen. De meeste toevoegingen zagen toe op de arbitrage, waarbij onder andere werd voorzien in een arbitraal kort gedingprocedure en het unilateraal instellen van een arbitrageprocedure. Het verdrag van 1907 verving tussen de verdragspartijen het eerdere verdrag van 1899. Veruit de meeste staten zijn partij bij beide verdragen, of alleen het verdrag uit 1907. Ethiopië, Fiji, India, Kroatië, Mauritius, Montenegro, Pakistan, Servië, Sri Lanka en Zimbabwe zijn geen partij bij het verdrag uit 1899. Argentinië, Ecuador, Griekenland, Iran, Italië, Peru en Turkije, Uruguay en Venezuela hebben het verdrag uit 1907 wel ondertekend, maar niet geratificeerd. Zij zijn echter wel partij bij het verdrag van 1899. Tussen staten die alleen partij zijn bij het verdrag van 1899 en staten die partij zijn bij beide verdragen geldt in hun onderlinge betrekkingen alleen het verdrag van 1899.